# Acronicta bimacula
Acronicta bimacula är en fjärilsart som beskrevs av J. Peter Maassen 1871. Acronicta bimacula ingår i släktet Acronicta och familjen nattflyn. Inga underarter finns listade i Catalogue of Life.